# Голям буревестник
Голям буревестник (Puffinus gravis) е вид птица от семейство Procellariidae.

## Разпространение и местообитание
Разпространен е в Бермудските острови, Бразилия, Великобритания, Гвиана, Гренландия, Ирландия, Испания, Мартиника, Мексико, Португалия, САЩ, Света Елена, Възнесение, Тристан да Куня, Сен Пиер и Микелон, Фолкландски острови, Франция и Чили.